# The Great Southern Trendkill
| 전문가 평가                      | 전문가 평가 |
| 평가 점수                        | 평가 점수   |
| 출처                             | 점수        |
| -------------------------------- | ----------- |
| AllMusic                         | [ 1 ]       |
| Artistdirect                     | [ 2 ]       |
| BBC Music                        | favorable   |
| Chronicles of Chaos              | 9/10        |
| Collector's Guide to Heavy Metal | 9/10        |
| Entertainment Weekly             | C+          |
| Los Angeles Times                | [ 7 ]       |
| Rolling Stone                    | [ 8 ]       |
| Pitchfork                        | 7.7/10      |

《The Great Southern Trendkill》은 1996년 5월 7일에 발매한 미국의 헤비 메탈 밴드 판테라의 여덟 번째 스튜디오 음반이다. 이 음반은 빌보드 200 차트에서 4위에 올랐고, 16주 동안 간신히 차트에 머물렀다. 밴드 내부의 긴장과 갈등으로 인해 필 안젤모는 뉴올리언스의 트렌트 레즈너의 아무것도 없는 스튜디오에서 혼자 보컬을 녹음했고, 다임백 대럴, 렉스 브라운, 비니 폴은 달워싱턴 가든의 채신 제이슨 스튜디오에서 이 음악을 녹음했다.

## 배경
이 음반의 가장 긴 곡인 〈Floods〉는 많은 사람들이 다임백 대럴의 최고 곡으로 간주하는 기타 솔로를 포함하고 있다. 《기타 월드》는 이 곡을 역대 최고의 기타 솔로 15위로 선정했으며, 다임백은 솔로 순위 3위에 올랐다(다른 두 곡은 〈Cemetery Gates〉의 솔로로서, 35위, 〈Walk〉는 57위).
이 음반은 〈Suicide Note Pt. I〉를 제외하고 《록 밴드》의 다운로드 가능 콘텐츠로 이용 가능하다. 〈10's〉는 2003년 《드래곤볼 Z》 극장판 《드래곤볼Z 불타올라라!! 열전·열전·초격전》의 퍼니메이션 덥에 실렸다.
《The Great Southern Trendkill》의 서정적인 주제에는 마약, 인류를 끝내는 홍수, 더 깊은 의미, 분노, 그리고 미디어가 포함된다.

## 재발행
2016년 8월 12일, 판테라는 소셜 미디어를 통해 《The Great Southern Trendkill》 20주년 기념판을 10월 21일에 발매한다고 발표했다. 재발행에는 오리지널 음반의 리마스터드 버전과 발매되지 않은 12개의 트랙을 포함한 2개의 디스크가 수록될 것이다. 여기에는 계기뿐 아니라 1998년 다이나모 페스티벌의 대체 혼합물과 라이브 녹음도 포함될 것으로 예상된다. 이 밖에 《The Great Southern Outtakes》라는 별도 LP도 출시된다. 이 LP는 〈Suicide Note Part l〉의 도입부와 초기 혼합을 제외하고 《The Great Southern Trendkill》의 재발행 디스크 2에 수록된 곡으로 구성될 것이다.

## 곡 목록
모든 곡들은 판테라에 의해 작사/작곡하였다.
| #   | 제목                                 | 재생 시간 |
| --- | ------------------------------------ | --------- |
| 1.  | 〈The Great Southern Trendkill〉     | 3:47      |
| 2.  | 〈War Nerve〉                        | 4:53      |
| 3.  | 〈Drag the Waters〉                  | 4:55      |
| 4.  | 〈10's〉                             | 4:49      |
| 5.  | 〈13 Steps to Nowhere〉              | 3:37      |
| 6.  | 〈Suicide Note Pt. I〉               | 4:44      |
| 7.  | 〈Suicide Note Pt. II〉              | 4:19      |
| 8.  | 〈Living Through Me (Hells' Wrath)〉 | 4:50      |
| 9.  | 〈Floods〉                           | 6:59      |
| 10. | 〈The Underground in America〉       | 4:33      |
| 11. | 〈(Reprise) Sandblasted Skin〉       | 5:39      |

## 인증
| 국가                       | 인증     | 판매량/출하량 |
| -------------------------- | -------- | ------------- |
| 오스트레일리아 (ARIA)      | 골드     | 35,000^       |
| 뉴질랜드 (RMNZ)            | 골드     | 7,500^        |
| 영국 (BPI)                 | 실버     | 60,000^       |
| 미국 (RIAA)                | 플래티넘 | 1,000,000^    |
| ^출하량을 기반으로 한 인증 |          |               |